# Accara elegans
Accara es un género monotípico de arbustos de la familia Myrtaceae. Su única especie, Accara elegans (DC.) Landrum, Syst. Bot. 15: 221 (1990), es originaria de Brasil en Minas Gerais y alcanza 1-2 metros de altura. 
Anteriormente incluido en el género Myrtus y Psidium, Accara se diferencia de ambos en la diferente estructura embrionaria del último y del primero en ser pentámero (sus partes están de cinco)  y en la estructura de la raíz. El nombre genérico es un anagrama de la ubicación tipo, en Caraça, y es similar al género presumiblemente y estrechamente relacionado de Acca, que hoy en día generalmente se incluye en Feijoa .

## Taxonomía
Accara elegans fue descrita por (DC.) L.R.Landrum y publicado en Systematic Botany 15(2): 221. 1990.
Sinonimia
- Myrtus elegans DC., Prodr. 3: 240 (1828). basónimo
- Psidium elegans (DC.) Mart. ex O.Berg in C.F.P.von Martius & auct. suc. (eds.), Fl. Bras. 14(1): 391 (1857), nom. illeg.
- Guajava elegans (DC.) Kuntze, Revis. Gen. Pl. 1: 239 (1891).
- Psidium elegans var. angustifolium O.Berg in C.F.P.von Martius & auct. suc. (eds.), Fl. Bras. 14(1): 391 (1857).
- Psidium elegans var. latifolium O.Berg in C.F.P.von Martius & auct. suc. (eds.), Fl. Bras. 14(1): 391 (1857).
- Myrtus stictophylla Kiaersk., Enum. Myrt. Bras.: 20 (1893).
- Psidium stictophyllum (Kiaersk.) Mattos, Loefgrenia 64: 1 (1975).[2]